# Schistomysis parkeri
Schistomysis parkeri är en kräftdjursart som beskrevs av Norman 1892. Schistomysis parkeri ingår i släktet Schistomysis och familjen Mysidae. Inga underarter finns listade i Catalogue of Life.